# 惡魔管家
《惡魔管家》是日本漫画家淺利義遠曾于《月刊Afternoon》上连载的已完结的漫畫作品。

## 概要
本作的主人公铃木六文被性格随和，但贪图享乐、游手好闲的父亲一手拉扯大。某天，突然有一位自称为琉玖羽的魔界公主和她手下的恶魔住进了他家，同时还有为了驱赶恶魔的多名天使降临人间，使得六文那平淡的生活一去不复返——一场欢乐的闹剧已然开幕。
本作于《月刊Afternoon》2001年12月号开始连载，2009年5月号结束，單行本共10卷。其中满是「擦边球」、「荒诞不羁」、「黑色幽默」和「深藏不露的伏笔」等等卖点，是一部凸显出作者浅利义远个人特色的漫画作品。本作品以基督教、佛教和日本神道等宗教要素作为揶揄和剧中闹剧的「捏他（话题）」，读者若能事先了解各宗教的相关知识，则更能体会作品的个中趣味。

## 故事簡介
某天早上，铃木六文从梦中醒来，发现父亲被扑杀，并且家里还多了两个自称是新家庭成员的恶魔。
恶魔告诉六文，杀害其父亲的人是天使，这是对触犯了基督教「七宗罪」全部内容的其父的天罚。无法接受的六文质问恶魔为何要降临凡间，他得到的回答是：
「地狱已经被灵魂塞满了。为了让人死后能升上天堂，所以我们降临凡间，用行善来净化世界。」
虽然对这理由感到无法释怀，但六文最后还是接受了现实，与恶魔们和被恶魔之力复活成一只黑猫的父亲一起，开始了奇妙的同居生活。

## 登場角色

### 悪魔
琉玖羽（るくは）
女主角，同时也是魔界的公主。外表看起来像是10－12岁的少女。能将自己长长的黑发变成多个巨手来搬运、拿取物品，或是将其变成两对翅膀在天空飞翔。特征是大大的半圆型眼睛。通称「瑠玖（るく）」（本作日文名「るくるく」应该是来源于此）。
性格保守而又沉默寡言，虽然平常不太表露感情，但是对于身为随从的恶魔们做出的严厉惩罚也显示出了其性情也有冲动、激烈的一面。虽然拥有远超过人类的能力，但缺乏关于凡间的常识；对于凡事总是积极地挑战，却常常引起出乎意料的结果。尤其不擅长烹饪，为了做出能入口的料理，往往要经过大量的尝试，而制作点心的技巧更是达到了炼金术的水平，甚至用做蛋糕用的材料做出了隔热垫（锅垫）或类似石头的东西。擅于节俭，但却因为对自己喜欢的东西毫无节制，甚至胡乱花钱，所以铃木家的经济情况并没有得到丝毫改善。不过，至少伙食水准还是有了些许的提升。
喜欢香草的气味，因此很喜欢香草味的泡芙和冰淇淋。对于录像和电影感兴趣到了全神贯注的境界。也很喜欢音乐，会随着旋律不由自主地开始跳舞。顺便一提：本人似乎羞于被他人看到自己跳舞的情形，以至于生气到迁怒于手下恶魔的程度。有时也会微妙地做出符合恶魔身份的行为，比如用铃木六文房间里的色情书籍玩弄六文之类，可见其本人也是相当享受在凡间的生活。
其原形为前天使长、现堕落天使长的路西法（Lucifer）。虽然在本作中并未挑明其真身，但是在约菲艾尔因败于琉玖而气馁的那一段故事中，约菲艾尔从认识到「自己不可能胜过米迦勒」而隐约觉察出“琉玖羽是拥有超越米迦勒实力的路西法”；而从琉玖虽然隐藏了自己的战斗能力和巨大的魔力等特性，但又能在一瞬间打倒约菲艾尔和在极短时间内击落从天空中飞过的B2幽灵轰炸机来看，她的实力也的确凌驾于众人之上；再者，琉玖用于惩罚卜卜等人的Morning Star（晨星锤？）也与Lucifer其本义的明亮之星（启明星）有关；最终话中琉玖提及本作品的所在的世界是由其本人创造出来的，米迦勒对此坚决否认，而琉玖对米迦勒的回应是：「你忘了吗？我被定的罪就是傲慢啊。」；最后，本作的英文译名没有使用日文罗马字的RukuRuku，而采用了LucuLucu。
卜卜（ブブ）
琉玖羽的随从，恶魔。躯壳的外形像是稻草人，本体时常会从躯壳中脱离出来，去为琉玖办事。基本上是负责吐槽缺乏凡间常识的琉玖，不过只要吐槽略微得「犀利」些，就一定会立即遭到琉玖铁球的报复。在外打零工，是维持着铃木家生计的恶魔们中的一「人」。虽然他的躯壳在六文眼中只是那副稻草人的样子，但是在其他人眼中则是人类的样貌，这样的反差再加上他身为恶魔的腹黑（日语：／ haraguroi），有时会带来非常有趣的互动场面（比如像是在小数面前赤身裸体的那一话）；在漫画中主要以六文眼中的稻草人形象出现。喜欢的东西是人类心中的不幸和绝望。基本没有表明过自己的正体，不过曾在路米艾尔面前展现过一次他上级一位的潜在魔力，这一幕给路米艾尔的内心留下了深深的精神创伤。
其原形可能是被称为“苍蝇王”的别西卜（Beelzebub）。
贝尔（ベル）
琉玖羽的随从，恶魔。其特征是带有拉开的螺旋状拉链的、平坦的卵状头部以及从拉链口子里露出的非常醒目的巨大眼球。不寄住在铃木家。会按照琉玖的命令去做义工；平时白天基本上都和卜卜一起在外努力打工赚钱以贴补家用。和卜卜一样，在其他人眼中他的样子似乎也是人类。
其原形可能是恶魔贝尔芬格（Belphegor）。
雷维（レヴィ）
琉玖羽的随从，恶魔。其特征是全身都缠有绷带和长长的头发。和贝尔一样，不住在铃木家，但遵从琉玖的命令做着义工；在其他人眼中是人类外形；白天在外打工。
其原形可能是来自海中的巨大恶魔利维坦（Leviathan）。初次登场的时候，他正在做比较符合其水之恶魔身份的泳池救生员的兼职。
阿东/小顿（ドン）
琉玖羽的随从，恶魔。出场机会不多，被其他恶魔称作「阿东」（亦译作「小顿」，详见脚注），被动员参与义工工作的其中一「人」。外形看起来像是只围着围巾，穿着胸铠（颇有些「假面莱打」的感觉），顶着皇冠的蝗虫。和其他恶魔一样，在其他人眼中的样子似乎也是人类。
其原形应为恶魔亚巴顿（Abadon）。《启示录》中描写其于终末之战中，当第5位天使吹响喇叭之时，会率领他手下的大批蝗虫从洞穴中飞出（在69话中卜卜对恶魔们擅自在铃木家地下挖洞的解释中有所提及）。而11话其初次登场时带来的土特产——蝗虫的佃煮（烹饪法，用酱油及糖烹煮食材，以前是一种长时间保存食物的方法），可能是影射启示录的描写。
阿旦（タン）
为了将琉玖带回魔界而来到凡间的恶魔。在凡间行动时使用的躯壳像是一具木制的人体模型。大多数的情况下都以双排扣短风衣配软呢帽的形象登场。大致上属于崇拜琉玖羽的那类恶魔，不过却认为将琉玖留在凡间会对她有害，故其欺骗琉玖说他会把六文强拽进邪恶之道，而这么做的理由仅仅是他认为琉玖执着于凡间的理由是因为六文的存在。自称为「正确的恶魔」，并对人类的欲望非常敏感，不过也因为他会以「符合恶魔本性的方法」来满足人类的欲望的同时使人类堕落，所以卜卜等人也警告过他（不要这么做）。不过也因为人类那无底洞般的欲望和卜卜他们的干扰一直纠缠于左右，导致他的计划偏向了奇怪的方向。
其原形可能是撒旦（Satan）。Satan其本意为“敌对者”，被看作是会诱惑全人类的万恶的根源。原本应是上位恶魔的总称，但却常被误认为路西法或恶魔之王。
间接地谈论过自己，本人似乎是个很害羞的「人」。
作中还有其他不知名的恶魔登场，比如为了六文的手套，将自己身上的毛皮作为生革提供给琉玖的无名羊头恶魔（其原形可能是恶魔巴风特（Baphomet）），或是半夜清扫花园时数量众多的恶魔们（其中包括卜卜他们）等。

### 天使
路米艾尔（ルミエル）
天使军团中的一「人」。阶级是中级二位的力天使（Virtues）。其本人是忠实于神的教诲的实践者，但因他不知通融圆滑且总是盲目地将想法付诸行动，所以他自己一直苦恼为何最后总是得不到在他意料之中的结果。
将六文的父亲、触犯了「七宗罪」的铃木三文残忍地扑杀，此后与帮助铃木父子渡过此劫的琉玖等「人」对立。虽然作为上帝一方的排头兵他一直都试图消灭琉玖他们，但却苦于实力不济而无法出手。因此也就延长了在凡间的逗留时间，导致经济每况愈下，在即将饿死的时候被梵提寺的凌贯和尚搭救，之后成了寺里的小和尚。此后上司约菲艾尔也降临凡间并开始随意地行动，再加上原本就让路米艾尔伤透脑筋的恶魔们，他的在人间的生活愈发地难过起来。虽然在作品的过半后他变为「内心崩坏类角色」，但仍旧担任再降临的约菲艾尔的跟班（兼烦恼源之一）。
顺便一提，因为天使没有性别（不分男女），故其走了「宗教关系」的后门，以水手服的打扮混入六文所在的中学。在摄影部骚动事件中稀里糊涂地加入了摄影部。虽然有翅膀，但平时都处于「收起来」的状态，所以即使自己可以飞翔，也依旧选择搭乘电车，可见其已经完全地迷失了自我。
约菲艾尔（ヨフィエル）
天使军团中的一「人」。其天使的外形为四面八翼。
为了毁灭琉玖羽等人而降临凡间，虽附身于梵提寺的凌贯和尚，但其意识却反被六根未净的凌贯封于体内，在路米艾尔的帮助下总算是恢复了自我意识。一有风吹草动就会以神魔的终末之战为借口去挑战琉玖，且最后总是无果而终。性格方面，他总是用「为了实现正义可以不择手段」来教育路米艾尔，但他自己做起事来却总是拖后腿，而切最终得到结果的「出乎意料」的程度更是在路米艾尔之上。以一对一的形式向琉玖发起过挑战，在他发现了自己与琉玖的实力差距以及琉玖真实身份的些许线索后最终败下阵来。在漫画第五卷末，在恶魔和自称是专家的驱魔师乌丸的帮助下，脱离了凌贯的肉体回归天界。回到天界后发现天界里空无一物，他开始思考起天使为何得以存在。
于第61话再度降临凡间，并附身在小数的肉体内。这一回，琉玖降临凡间的真正目的和米迦勒的降临成了他的烦恼源头。
其原形可能是約斐爾（Jophiel。亦有其他写法，如：Iophiel、Iofiel、Jofiel、Yofiel、Youfiel和Zophiel等）。
佩罗（暂称）（ペロ（仮称））
于约菲艾尔向天界请求援军后登场。无法确定其身份，也不知道其是天使还是恶魔的神秘少女。虽然其曾说过「我是三碗白饭扒、扒、扒，一下就扒光的小佩罗」，但无法确定那是否就是其真名。琉玖似乎知道她的真身，有一次琉玖在寻找佩罗时曾说过「佩鲁……」，不过她马上就改口成「佩罗」了。
身材相当火辣，性格及其奔放；毫无羞耻心，可以满不在乎地在别人面前全裸，因此把尚不经事的六文和小数弄得很是张皇失措。刚出场时似乎失去了记忆，行事就像个婴儿一般，不过在约菲艾尔的教育下能说一些短句，并且她对约菲艾尔也抱有好感。先前一直居住于梵提寺，自从约菲艾尔回天界后就待在神社内以装痴女来换取食物糊口，此后被六文的父亲“收留”，住进了六文家。平日闲居在家且做事毫无责任心，常把琉玖弄得焦头烂额。在约菲艾尔再次降临凡间并附身于小数时，佩罗曾很高兴地抱住过她。乍一眼看上去像是个毫无心机的人，不过在其天真的态度和表情的背后，她也会做出一些绝非凡物的表现，比如：偶尔会说些意味深长的话；旁观天使与恶魔的对抗；直呼琉玖的名字（呼び捨て，解释见译注）等。在大结局中，她与恶魔们同行，从六文的视野中消失。
耶和华（やはうえ）
天使军团之主，天神。虽然未于作品中登场，但路米艾尔曾写过抬头为耶和华的信，或是将晴天娃娃当作耶和华来祈祷。而以晴天娃娃代替耶和华的原因，可能是以动画或其片尾曲（意为「母亲大人」，ははうえ（母上）音近日语中的耶和华（ヤハウェ））为原形。制作晴天娃娃的那块布似乎是圣骸布。
旧约圣经中的「诗篇」的诗115要信徒们将耶和华（真神）作为信仰的对象，而不要拜那些由人塑造出的塑像（偶像）、图像或其他物品（即反对偶像崇拜），但作品中的路米艾尔身为天使，却将晴天娃娃作为真神的化身来崇拜，这也许是作者的「有意而为之」吧。
其原形为YHWH（Jehovah），源于希伯来语‎。本作中，这位「唯一真神」似乎并不在他那张“高高的宝座”上。
米迦勒（ミカエル）
天使军团中的一「人」，四大天使之一。阶级为大天使。
为了调查琉玖羽的目的并降伏她而派遣路米艾尔降临凡间的「罪魁祸首」。恼怒于毫无头绪的现状，于是亲自降临凡间。曾附身于西念和茂美，附身期间去威吓过琉玖羽；其后，又化作和琉玖羽完全一样的的外形去接近六文等人。
其性格比路米艾尔和约菲艾尔更不择手段：米迦勒抛弃了对神是否存在抱有怀疑的约菲艾尔，并要求路米艾尔监视约菲艾尔。虽然变成琉玖羽的外形时与本人完全一样，但因为其会用家电，并且味觉和常人相同（琉玖的味觉在某些方面与常人相异），故最终被六文发现并与琉玖本人区分开来。而米迦勒对六文说的一句悄悄话成为了整个世界崩坏的开端：身为说话者的米迦勒明明是个天使，但那句话的效果根本不输给真正的「恶魔的耳语」；不仅让六文差点丢了性命，更让他怀疑起其自身是否真正存在于世。

### 人类
鈴木 六文（すずき ろくもん）
本作品的男主角。是个极其平凡的初中生。从小时候开始家中就已经不通水电的「与众不同的生活」造就了他豁达的性格——即便是父亲被天使扑杀后变成猫，或是家里住进了恶魔之类的异常生活也能坦然地接受。
幼年时期的记忆十分模糊，偶尔能见到其烦恼于努力回忆往事的情形，而从那些回忆往事的过程中可以发现其本人一直都很渴望家人（尤其是母亲）的爱。而他的回忆中包括琉玖以前曾来过他家，并且从以前开始就能从琉玖身上感觉到既视感，由此可见其本人也是个充满谜团的人物。其性格特征及其平凡，会用常识来吐槽身边的那些非常识生物（恶魔、天使等）。兴趣爱好方面略微有那么点变态。学习成绩不上不下，不过精通于日常生活的知识以及杂学知识。
其名字可能是来自于为渡过三途川而支付的摆渡钱——。（译注：铜钱六枚，其作用可参考真田氏的「六文钱」家纹所表示的意义。古代多用实际的铜钱，近年多以印刷于纸面的六枚铜钱代替）。
直到作品结束，都没有挑明为何琉玖羽等恶魔会寄住在铃木家这一问题。
鈴木 三文（すずき さんもん）
六文的父亲。因触犯七宗罪（虽然程度并不严重）而被路米艾尔降以「神罚」，事后其残存的灵魂和肉体被卜卜搜集、重组，成了一只会说人话的黑猫。尽管因嗜赌而遭此横祸，结果其仍没有吸取教训，即便变成了猫，仍继续用仅有的少量生活费去赌马。
拥有莱卡相机和可替换滚筒的八音盒，懂得用蔬菜制作原始的笛子，甚至在六文小学入学时送了他一根澳大利亚土著管乐器——Didgeridoo，可见其也有狂热发烧友的一面；而六文对于杂学的精通应该是受到了父亲的影响。在六文年幼时给他买了很多的玩具，可见当时铃木家的家境还算不错。
凌貫（りょうかん）
梵提寺的和尚。外表像是一位淡薄红尘的老人，但是实际上是个六根未净的酒肉和尚。甚至到了在第五卷前被约菲艾尔附身时，不使用某种奇特的仪器抑制其内心烦恼的话就会把身为智天使的约菲艾尔反压制的程度。不过其本质并不坏，比如虽然把天使们叫做邪教教徒，但却会悉心照顾他们。
自称是佛教的原理主义者，在梵提寺里以活物献祭，供奉着一座外貌不祥的「千手观音像」（就外形来看，应该是印度教的迦利）；更糟糕的是，因约菲艾尔脱离凌貫的肉体飞升时将寺庙半毁，后来那尊塑像变成为更加古早的「真正的本尊」形象——克苏鲁神话（喀苏戮神话）中的古代支配者（译注：特殊种族 Elder Things/Old Ones。不是旧日支配者（Great Old Ones））。自从茂美出场后她与凌贯围绕着梵提寺所在的土地展开了长时间的「宗教战争」。
逸窮（いっきゅう）
凌貫在「宗教信仰」（如果那也算宗教信仰的话）方面的对手。两人曾于20年前以打斗来比拼各自信仰的优劣，其败于凌貫后外出，进行修行旅行。其认为各个国家都有其各自不同的「佛」，而在他途经西伯利亚、阿尔卑斯山脉、麦哲伦海峡和撒哈拉沙漠后，其终于在南美找到了他所谓的最强的佛教。顺便一提，那个所谓的「最强佛教」似乎是「以寝技及关节技为主」。
拘泥于很多奇怪的事情，并且将这种个人观点作为大肆胡闹的理由。
西念（さいねん）
梵提寺的小沙弥。几乎不表现感情也很少作出表情。即便是凌貫被天使附身，或是因天使和恶魔对战而导致寺庙全毁也丝毫没有表现出动摇的感情，从某种角度而言可能是本作品中悟道最深的角色；不过倒是因全裸的佩罗而表现出过扭头、「非礼勿视」的情形。负责寺内的一切杂务，从照料凌貫到分解祭品都是其职责所在。
米迦勒降临凡间后第一个附身的人类，不过没人知道是从何时开始的。
南足（きたまくら）
六文的同窗。健全的变态，可以毫不在乎地向众人展示他那不正常的言行。隶属摄影部，持有大量的琉玖的偷拍照片（其本人称这些照片「并不是那种问心无愧的照片」）。拥有可以一眼看出别人衣服尺寸的特殊能力（比如提供给琉玖的旧史库水就非常合身）。拥有极其个性化（且无法被常人理解）的价值观，十分羡慕能和琉玖同住的六文。基本上是个不在乎金钱的人，不过却会在某些奇怪的地方斤斤计较。
佐池（さいけ）
六文的同窗。与南足同为变态。摄影部成员。对他而言，将偶像头像移花接木的合成照片是一种「艺术」。性格偏内向，傻站着的时候会不自觉地把脑袋里想的那些荒唐事给漏出来。和南足在「艺术」方面是相互竞争的关系。虽然同班的其他同学在了解了铃木家的那些住客并非常人后纷纷放弃了追求玖琉羽，不过他和南足坚持到了最后。
大家 数（小数）（おおや かずえ）
六文家房东的女儿，比六文略年长，高中生。傲慢且爱管六文的闲事；曾说过「能欺负六文的只有我」，再加上不由分说地就对琉玖抱有对抗心之类的事，足以说明其本人对六文抱有好感；傲娇类角色。在班里似乎被其他的一些女生揶揄及欺凌，导致内心产生了缝隙，使约菲艾尔得以附身。兴趣方面略有宅腐倾向，喜欢cosplay自拍或收集BL同人志，不过这方面的保密工作似乎做得挺不错。戴上眼镜就可以压制约菲艾尔对其身体的控制，曾为了不让约菲艾尔发现自己的兴趣而拼命抵抗过。
烏丸（からすま）
为了驱除琉玖等恶魔而由小数邀请来的女性驱魔师（Exorcist），是其父亲的代理。似乎是通过远程教育获得了驱魔师资格。为了驱除恶魔而携带的装备有：（皮革封面内夹有铁板的）圣经、（储存于汽油桶内的）圣水、（灌入巨大注射器的）对人体无害的药和（以直销方式购买的）邪恶探知器等。使用的驱魔方法实际上是对真实存在过的狩猎魔女的模仿，其过程十分残酷。之后，在约菲艾尔升天的那话中再度出场。
荘司 茂美（しょうじ しげみ）
笃信神的眼镜少女。其信仰已经到达了狂信的程度，甚至让约菲艾尔和米迦勒都为之蹙眉。能对国内外的许多组织施加影响力，亦能从其处获得各项资源及援助，甚至可以调动军队随意地轰炸任何地方。
依据某本奇怪的「古」书（出版于昭和35年，即1960年）的内容，将梵提寺所在的土地认定为「圣地」，并与凌贯展开了长时间的宗教战争。虽然在寺庙旁搭建了组合式房屋，不过出于各式各样的原因，还是会像没发生过什么似地进出寺庙。自从遇见了小数以后，和小数一起在同好（BL）之道上愈行愈远。
最终卷里被米迦勒附身，头发变成类似于琉玖那样的翅膀的样子。
其原形有可能是小布什或老布什。首先，姓氏荘司（日语：／ syôzi）的日语发音接近乔治（日语：／ jyôzi）的日语发音；其次，茂美（しげみ）在日语里可以表示灌木丛，而布什（bush）也有此义；茂美在请求空中火力支援时出现的飞机有F-22、B-2、F-15E和F-18等偏美军的配置。不过将茂美的性别定为女性，且角色的台词本身也似乎很容易引人非议，这也许是作者的一种揶揄吧。

## 悪魔的能力
恶魔存在于世界各地，拥有各种各样的能力。可以通过各种方式影响人类，上位的恶魔可以直接影响精神，中位的恶魔可以进行物理上的影响，下位的恶魔则无法影响人类。比如在校园文化日（日语：／）当天，卜卜在鬼屋吓唬人时就使用了他的能力，通过影响观众的精神，让观众看到各自潜意识里的本性而使观众产生恐怖感。
但是，也因为定下了使用正当手段赚钱的方针，所以卜卜等恶魔在兼职赚取铃木家的生活费、修理房屋和栽培农作物等时候都是亲力亲为。（当然，他们筹措的资金有一部份非常可疑）

## 单行本
- 日文版

1. 2003年1月  (ISBN 978-4-06-321145-0)
2. 2003年5月  (ISBN 978-4-06-321149-8)
3. 2004年4月  (ISBN 978-4-06-321157-3)
4. 2005年2月  (ISBN 978-4-06-321168-9)
5. 2005年10月 (ISBN 978-4-06-321172-6)
6. 2006年7月  (ISBN 978-4-06-321178-8)
7. 2007年3月  (ISBN 978-4-06-321184-9)
8. 2007年12月 (ISBN 978-4-06-321187-0)
9. 2008年7月  (ISBN 978-4-06-321189-4)
10. 2009年7月  (ISBN 978-4-06-321192-4)

- 中文版[16]

1. 2005年1月
2. 2005年1月
3. 2006年1月
4. 2006年5月
5. 2006年6月
6. 2007年4月
7. 2007年11月
8. 2009年1月
9. 2009年3月
10. 2009年10月

## 资料来源
1. ↑  漫画第56话
2. ↑  漫画第26话
3. ↑  漫画第78话
4. ↑  见路西法
5. ↑  漫画第6话
6. ↑  均为台湾长鸿版翻译，漫画第二卷第11话（p.28）中译作阿东，而第八卷第69话（p.113）中译作小顿，可能是译者不同、时间间隔或其他原因导致的译名不统一。
7. ↑  漫画第69话译注（第八卷，p.113）：「影射『亚巴顿（Abadon）』，语出『启示录』9章11节」。
8. ↑  漫画第27话。卜卜在分析其为何要进行肉身成佛时提及。
9. ↑  漫画第51话
10. ↑  日语中在叫他人时会在别人的姓或名后加上表示敬重或亲昵的词，如桑（さん）、萨玛（さま）或酱（ちゃん）。而呼び捨て是非常不礼貌地、毫不客气地直呼别人的姓或名，不加前面提到或未提到的那些表示敬重或亲昵的词。
11. ↑  漫画第77话
12. ↑  漫画第74话
13. ↑  漫画第34话
14. ↑  漫画第67话
15. ↑  漫画第73话
16. ↑  资料来自于长鸿出版社官方网站的搜索引擎。